# André Reinoso
André Reinoso foi o primeiro pintor barroco de Portugal. Esteve activo entre 1610 e 1641.
O artista produziu um ciclo pictórico constituído por vinte pinturas sobre a vida e a lenda de São Francisco Xavier, todas executadas em 1619, serviram de modelo a muitas outras pintadas posteriormente. São obras que podem ser visitadas no Museu de São Roque, em Lisboa.
No Mosteiro dos Jerónimos em Lisboa, no Convento dos Capuchos em Sintra, no Convento do Carmo em Moura, e em Lamego e Óbidos também existem obras atribuídas a este pintor, cuja família viveu em Viseu.
Em 1641 foi nomeado juiz da Irmandade de São Lucas, encargo que todavia não aceitou. Por alvará, com força de carta, de 30 de junho de 1623, isentando-o  das obrigações da bandeira de São Jorge. Por este diploma se fica sabendo que era filho de António Reinoso e que era perito na sua arte, como bem o demonstravam as obras que tinha feito: um dos mais avantajados e melhores pintores de sua profissão de óleo e imaginária que havia em todo este Reino.

## Galeria

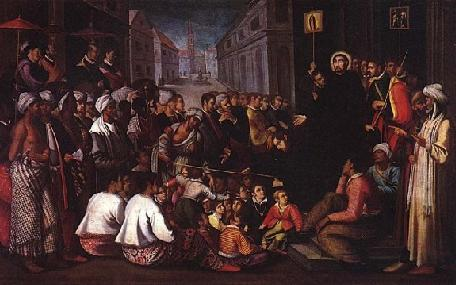
Pregação de São Francisco Xavier" em Goa.Obra da coleção do Museu de São Roque, em Lisboa.
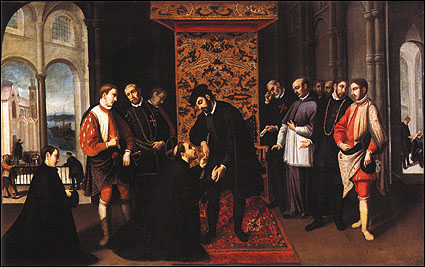
São Francisco Xavier despedindo-se de Dom João III antes da viagem para a Índia (Igreja de São Roque, em Lisboa).
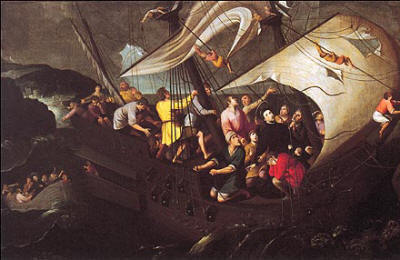
Tempestade da viagem de São Francisco Xavier do Japão para a Índia (Igreja de São Roque, em Lisboa).
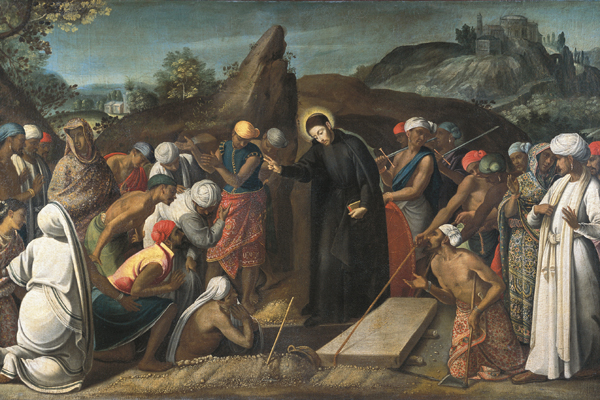
Suposto milagre realizado por São Francisco Xavier na Ásia.Obra da coleção do Museu de São Roque, em Lisboa.
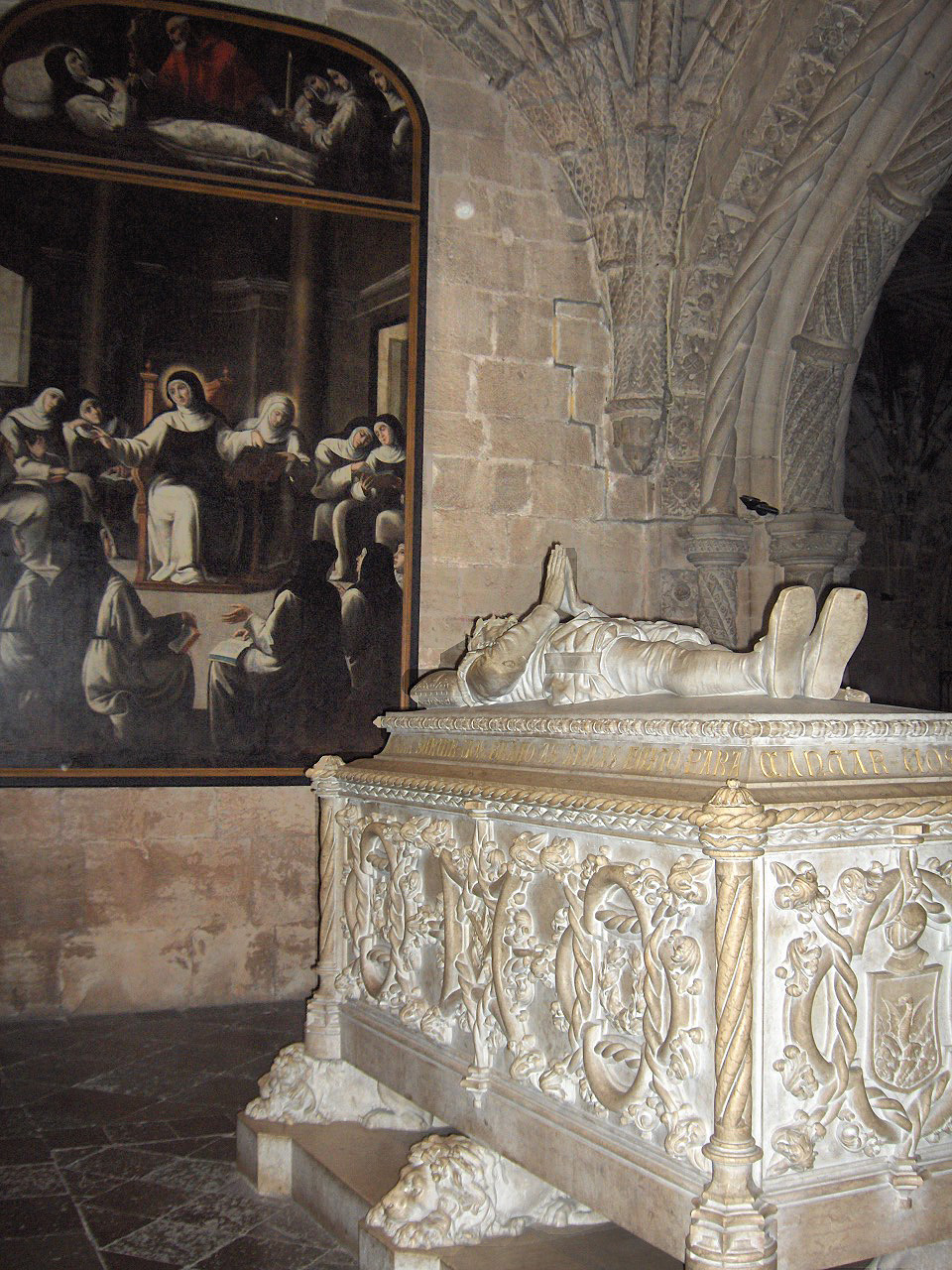
Pintura de Santa Paula, à frente da tumba de Luís Vaz de Camões (Mosteiro dos Jerónimos).
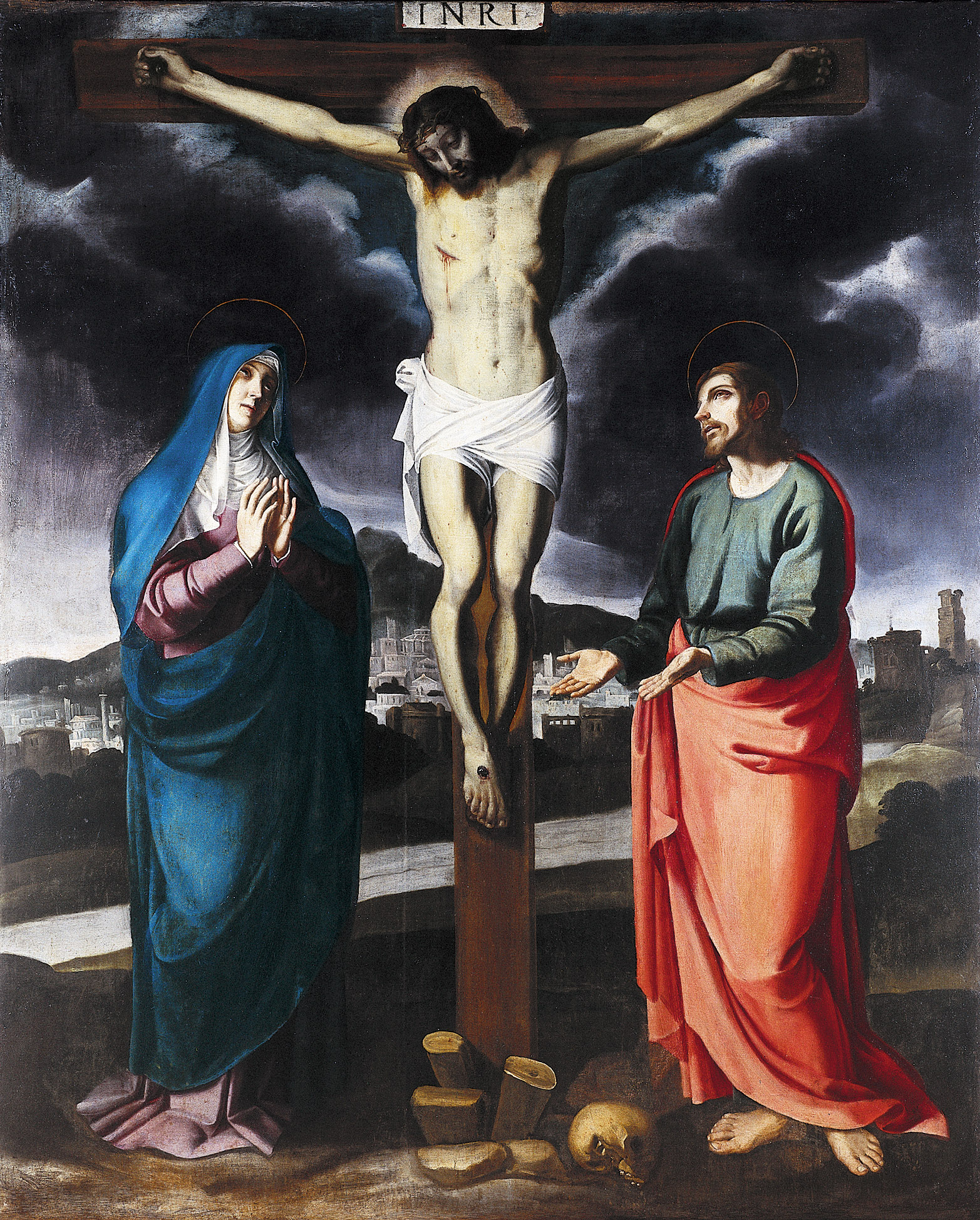
Pintura intitulada Calvário (Convento do Carmo, em Moura)